# کولونگا شمیانتکووسکا
کولونگا شمیانتکووسکا (به لهستانی:  Kolonia Siemiątkowska) یک روستا در لهستان است که در گمینا شمیانتکووو واقع شده‌است.